# Запольцево
Запольцево — деревня в Кочёвском районе Пермского края. Входит в состав Кочёвского сельского поселения. Располагается севернее районного центра, села Кочёво. Расстояние до районного центра составляет 6 км. По данным Всероссийской переписи населения 2010 года, в деревне проживало 4 человека (3 мужчины и 1 женщина).

## История
По данным на 1 июля 1963 года, в деревне проживало 104 человека. Населённый пункт входил в состав Кочёвского сельсовета.